# غرايم تومسون
غرايم تومسون (31 يوليو 1951 في نيوزيلندا - ) (بالإنجليزية: Graeme Thomson)‏ هو لاعب كريكت نيوزلندي.

## وصلات خارجية
- غرايم تومسون على موقع إي آس بي آن كريك إنفو (الإنجليزية)